# Aguriahana pini
Aguriahana pini är en insektsart som först beskrevs av M. Firoz Ahmed 1969.  Aguriahana pini ingår i släktet Aguriahana och familjen dvärgstritar.
Artens utbredningsområde är Pakistan. Inga underarter finns listade i Catalogue of Life.